# Derchairthinn
Santa Derchairthinn o Tarcairteann (fl. segle VI) va ser una santa irlandesa. Va ser priora del monestir d'Oughter Ard a Ardclough (Comtat de Kildare). La seua festivitat se celebra el 8 de març. Es diu que pertanyia al llinatge de Colla Uais, Alt rei d'Irlanda.